# To-Day (1917)
To-Day is een Amerikaanse stomme film uit 1917 geschreven en geregisseerd door Ralph Ince, met in de hoofdrol Florence Reed.

## Verhaal
Lily Morton (Florence Reed) moet noodgedwongen haar rijkeluizenleventje opgeven wanneer haar man Fred (Frank Mills) failliet gaat. Terwijl Fred probeert om hun leven weer op te bouwen, gaat Lily buiten zijn weten om aan de slag bij mevrouw Farington als escorte. Op een dag brengt Fred, als beheerder van een appartementsgebouw voor een van zijn rijke klanten, een bezoek aan een van de huurders van het gebouw. Dit blijkt mevrouw Farington te zijn. Wanneer hij in haar appartement een foto van Lily ziet, vraagt hij haar om een afspraak te regelen met het meisje op de foto. Bij haar aankomst wordt Lily geconfronteerd met haar woedende echtgenoot die haar wurgt. Op dat moment ontwaakt Lily uit haar nachtmerrie en smeekt ze Fred om vergiffenis.

## Rolverdeling
| Acteur         | Personage       | Opmerkingen                 |
| -------------- | --------------- | --------------------------- |
| Florence Reed  | Lily Morton     |                             |
| Frank Mills    | Fred Morton     |                             |
| Gus Weinberg   | Henry Morton    |                             |
| Alice Gale     | Emma Morton     |                             |
| Leonore Harris | Marion Garland  | (als Lenore Harris)         |
| Harry Lambart  | Richard Hewlett | (als Captain Harry Lambert) |
| Kate Lester    | Mrs. Farington  |                             |

## Trivia
- De film is gebaseerd op het toneelstuk Today van George Broadhurst en Abraham S. Schomer uit 1913.[1]
- De Chicago Board of Censors weigerde een vergunning te verlenen aan de film omdat het verhaal de ondergang van een vrouw laat zien door haar ontrouw en het leiden van een immoreel leven.[2]
- To-Day wordt beschouwd als een verloren film.